# Frances Marie Burke
Frances Marie Burke, naît le 4 mai 1922 à Philadelphie en Pennsylvanie, aux États-Unis. Après avoir été couronnée Miss Pennsylvanie (en), elle devient, à 18 ans, Miss America 1940.

## Biographie
Frances Marie Burke, originaire de Philadelphie, en Pennsylvanie, est couronnée Miss America au Boardwalk Hall à Atlantic City le 7 septembre 1940. Auparavant, elle a été désignée Miss Philadelphie. Après avoir remporté le titre de Miss America, elle exerce en tant que mannequin à succès. Malgré les opportunités proposée à Hollywood, elle choisit de rester proche de sa famille, à Philadelphie.
Elle a été mariée à Lawrence Kenney durant 72 ans, et a eu quatre enfants : Missy, Wendy, Lawrence et William. Elle est aussi la grand-mère de cinq garçons et cinq filles. Elle meurt au domicile de sa fille, le 2 décembre 2017 à l'âge de 95 ans.

### Source de la traduction
- (en) Cet article est partiellement ou en totalité issu de l’article de Wikipédia en anglais intitulé « Frances Marie Burke » (voir la liste des auteurs).